# Musette (instrument)
Pour les articles homonymes, voir Musette.
| - Une musette traditionnelle, ou « hautbois piccolo » (ca.1900). - Une musette à poche d'air (ca.1900). |

La musette est un instrument à vent de la famille des bois connu sous deux formes : jusqu'au XVIe siècle, ce fut tout d'abord une sorte de petite flûte populaire — « le hautbois pastoral » —, tandis qu'à la cour de Louis XIV et Louis XV, elle s'anoblit et sert de base à l'une des premières cornemuses à poche alimentées en air par un soufflet : la musette de cour.
Cette dernière peut être jouée directement par le musicien ou par l'intermédiaire d'une poche d'air elle-même alimentée soit par un porte-vent dans la bouche de l'instrumentiste (comme pour la cornemuse du Centre, le biniou kozh ou la chabrette), soit via un soufflet mu par le bras (comme pour la musette de cour, la musette béchonnet, la cabrette, ou la plupart des cornemuses des îles Britanniques).
Le plus aigu et plus petit instrument de la famille des hautbois, de perce généralement conique, d'un tuyau plutôt court (autour de 30 cm) et dont le son est créé par la vibration d'une anche double, les origines de la musette remontent à l'antiquité (aulos grec ou tibia romaine). Mais c'est à partir du Moyen Âge qu'elle se propage en Europe où elle fut tout autant utilisée dans la musique pastorale que dans la musique de cour.
En France, par extension mais aussi parfois par amalgame, le nom de « musette » a été donné à différents instruments à anche double et à poche d'air comme la cabrette et la musette béchonnet auvergnates, le biniou breton, la cornemuse du Centre ou la musette bressane bourguignonne.

## Étymologie
On a parfois fait dériver musette du patronyme du trouvère Colin Muset (XIIIe siècle), mais cette étymologie est douteuse.
L'ancien français muse (déverbal de muser, « jouer de la musette ») est attesté dès 1170 chez Chrétien de Troyes. Cette muse, que l'on retrouve en composition dans cornemuse et dont la forme diminutive musette s'est imposée dès le XIVe siècle, était précisément à l'origine une cornemuse rustique. L'étymon, qui se retrouve dans museau, dérive du latin médiéval du VIIIe siècle mūsus, d'origine obscure.

## Variantes

### Le «piccolo des hautbois»

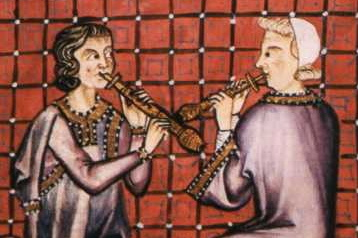
Deux musettes du Cantigas de Santa Maria au XIIIe siècle.

Dès le XIIIe siècle, dans les miniatures des Cantigas d'Alphonse le Sage, la musette est décrite comme un petit chalumeau sans clé à anche double, visiblement de perce conique et de pavillon piriforme (en forme de poire). Piccolo du consort des hautbois, particulièrement des chalemies et des hautbois de Poitou, elle sera appelée au XVIIe siècle « hautbois pastoral » par opposition à la musette de cour (dite gentleman's oboe outre-Manche) qui apparaîtra au XVIe siècle. 
Au XIXe siècle, les facteurs lui ajoutent quelques clés et le XXe siècle voit naître un modèle en mi bémol ou en fa, tierce mineure ou quarte juste ascendantes. Utilisée dans la musique d'avant-garde et dans les ensembles de hautbois Renaissance, Bruno Maderna lui dédiera un Solo et son Concerto n° 2.

### La musette de cour

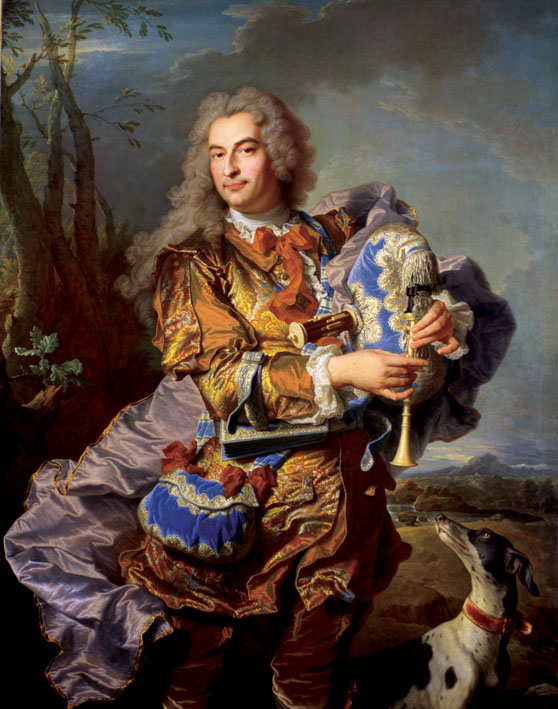
Portrait de Gaspard de Gueidan en joueur de musette, par Hyacinthe Rigaud.

Au XVIe siècle la musette sert de base à l'une des premières cornemuses à poche alimentées en air par un soufflet : « la musette de cour ».
Dans son Traité de la musette, imprimé chez Jean Girin et Bathélemy Rivière, à Lyon, en 1672, Charles-Emmanuel Borjon de Scellery écrit : « Mais comme il fallait souffler pour jouer de cet instrument et que cette fatigue était accompagnée d'une très mauvaise grâce, afin de se rendre autant qu'agréable, on a trouvé le secret depuis 40 ou 50 années, d'y ajouter un soufflet, que l'on a emprunté des orgues, par le moyen duquel on le remplit d'autant d'air que l'on veut, sans prendre d'autre peine que celle de lever doucement, ou d'abaisser le bras qui le conduit. »
Souvent très richement ornée d'ivoire, d'ébène, de pierres et de tissus précieux, elle possédera jusqu'à cinq bourdons et deux chalumeaux pour la mélodie ou plus précisément :
- une outre de cuir recouverte d'un brocard (gonflée à l'aide d'un soufflet),
- un grand hautbois ou grand chalumeau, de perce cylindrique, muni d'une anche double et de six clefs (trois à l'arrière et trois sur le côté droit). Le dernier trou pour l'auriculaire droit est dédoublé pour pouvoir jouer le demi-ton.
- un hautbois auxiliaire ou petit chalumeau, fermé au bout et muni de six clefs (trois à l'avant et trois à l'arrière). Ces clefs donnent une suite chromatique de six notes mais fermées, ne produisent aucun son.
- un cylindre contenant 4 ou 5 bourdons, ouverts ou fermés par des layettes, réglant aussi l'accord de deux des bourdons.

Pour cet instrument très populaire, des méthodes, des transcriptions et des compositions sont largement diffusées, particulièrement celles de Jacques Martin Hotteterre (Airs et brunettes à deux et trois dessus avec la basse - Tirés des meilleurs autheurs en 1721 ou l'opus 10, la Méthode pour la Musette contenant des principes, par un recueil d'airs et quelques préludes en 1738).

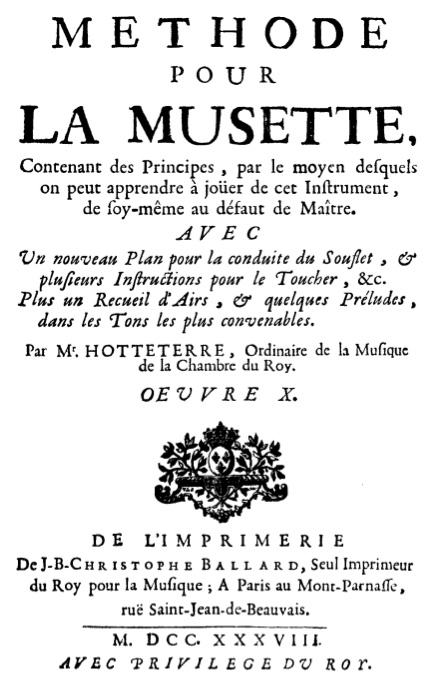
Couverture de la Méthode pour la Musette de Hotteterre (1738).
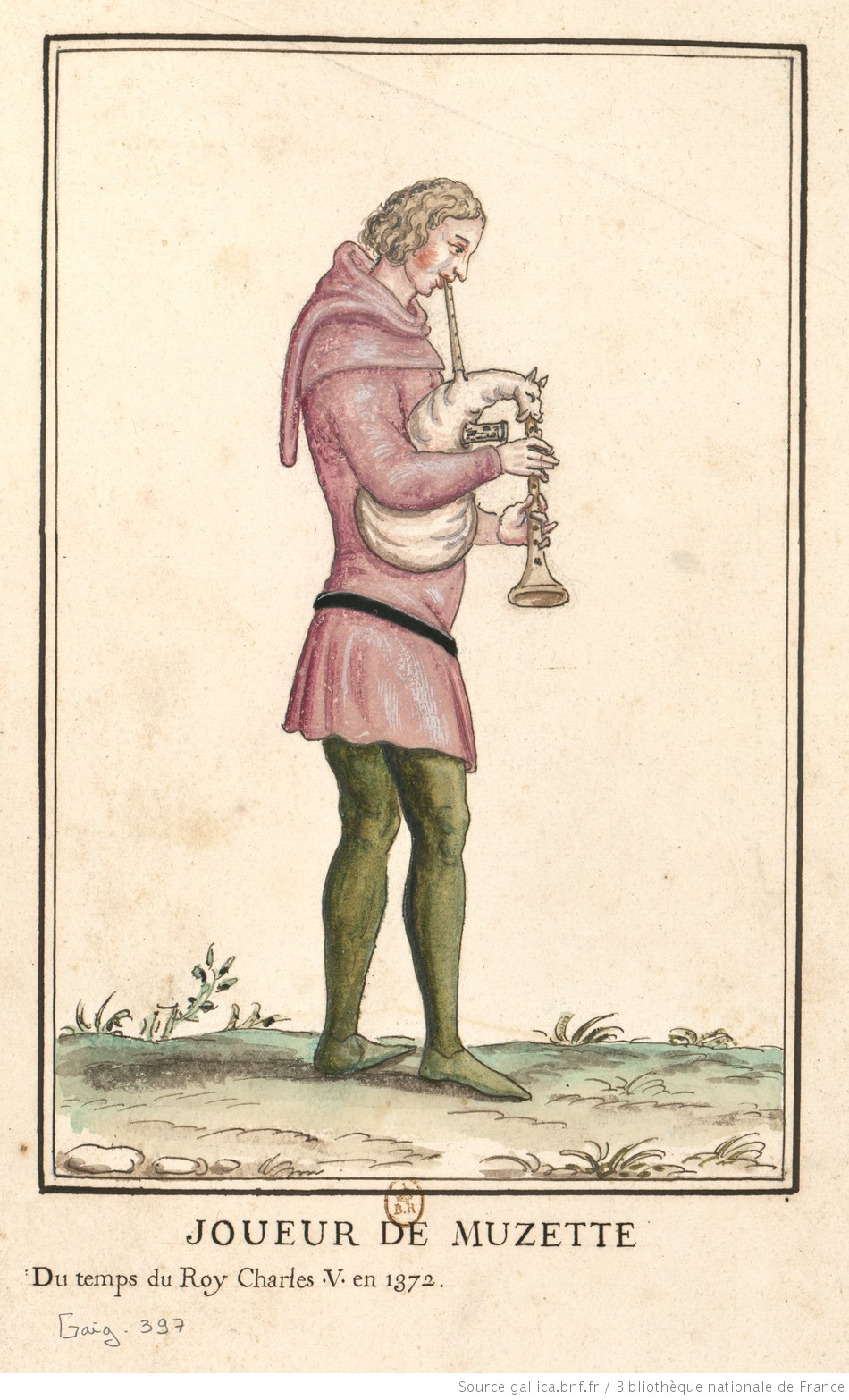
Joueur de musette du temps du roi Charles V en 1372.
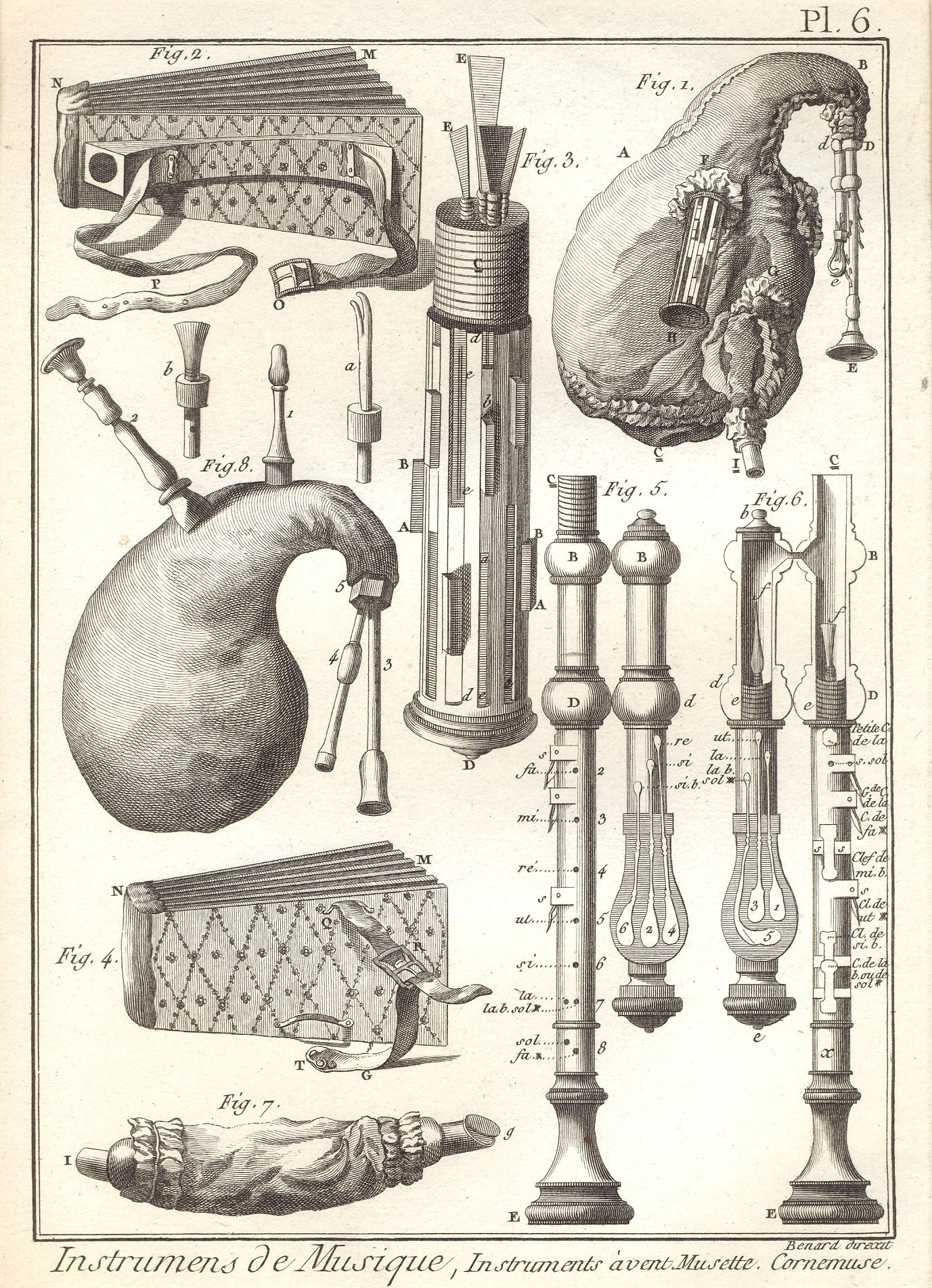
Gravure de l'Encyclopédie de Diderot et d'Alembert, montrant différentes formes de musette (1770).

## De l'instrument à la danse
Le succès de cet instrument fut tel à la cour des rois Louis XIV et Louis XV qu'il donna son nom à une danse populaire du même nom, la musette, qui reprend son caractère champêtre, rustique et pastoral.